# Chikkaiyyur, Kolar
Chikkaiyyur là một làng thuộc tehsil Kolar, huyện Kolar, bang Karnataka, Ấn Độ.